# ヘンドリク・レイス
ヘンドリク・レイス(Hendrik Leys、Jan August Hendrik Leys、1815年2月18日 - 1869年8月26日）はベルギーの画家である。アンリ・ライス(Henri Leys)としても知られる。主に歴史に題材を得た作品を描き、国際的に評価された。

## 略歴
アントウェルペンに生まれた。父親は印刷業を営んでいて、宗教画などの銅版画を出版していた。学校で勉強に興味を待たず、熱心に絵を描いていた。両親もレイスの希望を認め、隣人の家具の絵を描く職人のもとで絵を学ばせた。1829年に姉が、イタリアで学んできた画家のフェルディナンド・デ・ブラーケレール(1792年-1883年)と結婚した。
1829年から1833年の間、アントウェルペンの王立美術学校で学び、1831年には父親の店のために葬儀の場面を描いた銅版画を制作した。王立美術学校では校長で風俗画家のファン・ブレー(Mattheus Ignatius van Bree)に学んだ。この間、義理の兄のデ・ブラーケレールとスタジオを開いたが、ファン・ブレーと対立して美術学校から追放された。
1835年から1839年の間、パリに出て修業し、ウジェーヌ・ドラクロワなどのロマン主義絵画の画家に影響を受け、ポール・ドラローシュと知り合った 。ロマン主義のスタイルの作品を描き、1836年のブリュッセルの展覧会に出展し、高い評価を得た。1941年にアントウェルペンで結婚した。
16世紀のオランダやドイツの画家たちのスタイルを研究し、独自の歴史画のスタイルを開いた。1855年のパリ万国博覧会の展覧会に出展し金賞を得て、国外からも高い評価を得た。ベルギー王立絵画アカデミーの会員に選ばれ、1862年にレオポルド勲章を受勲し、爵位を得た。

## 作品

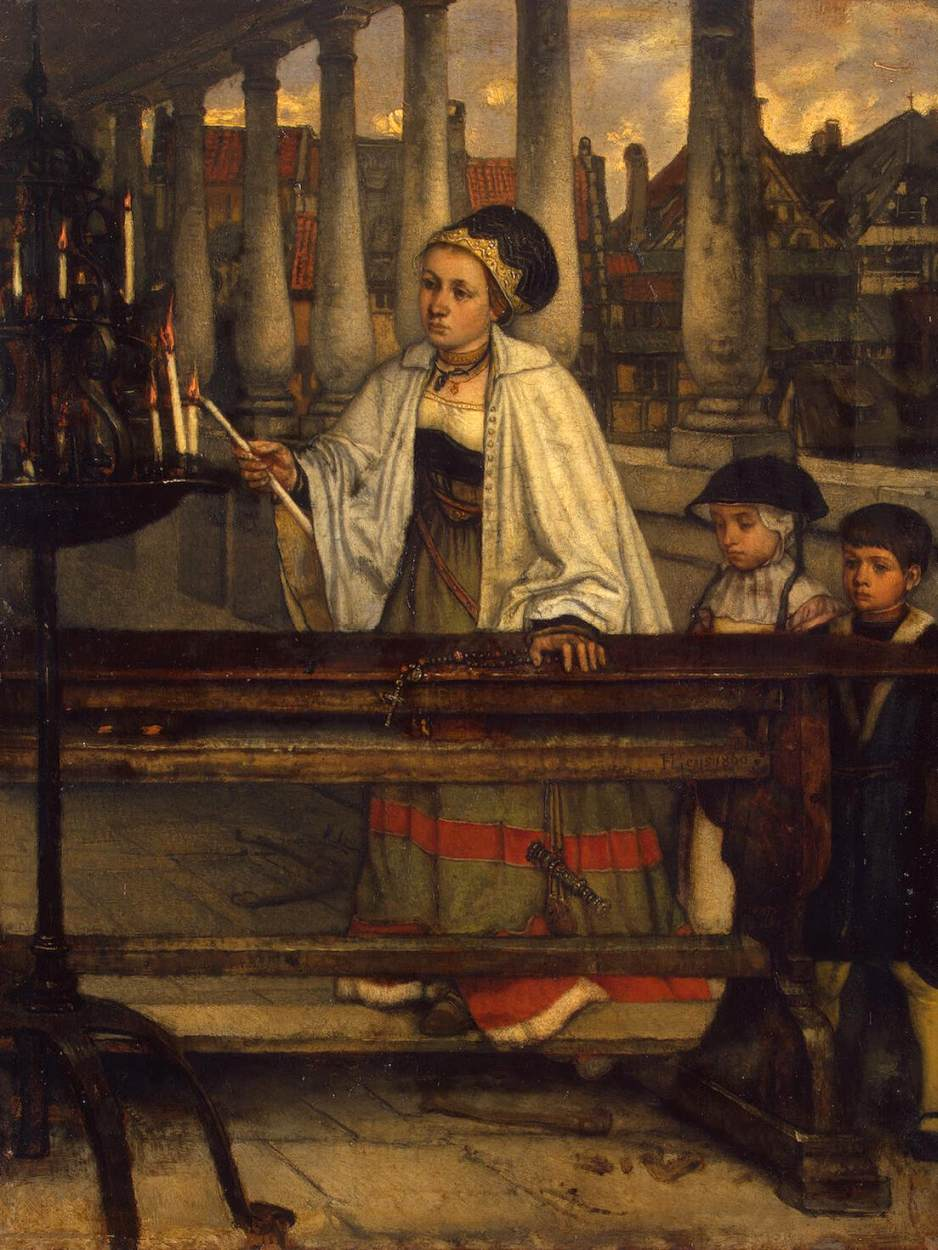
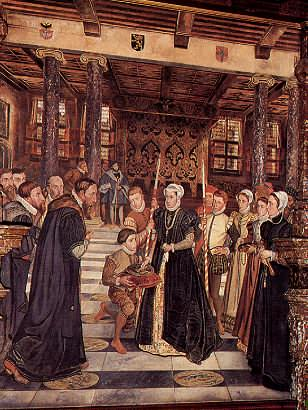
アントウェルペンの市の鍵を受け取るパルマ公妃
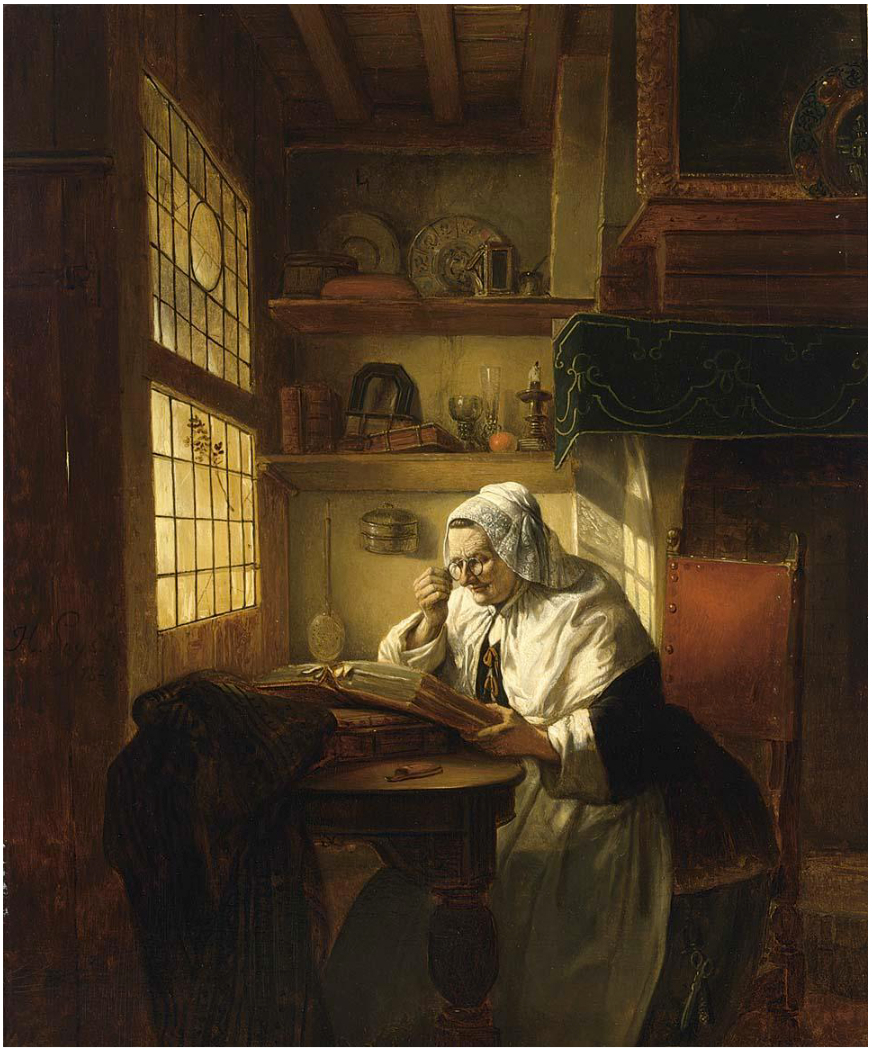
(1845)
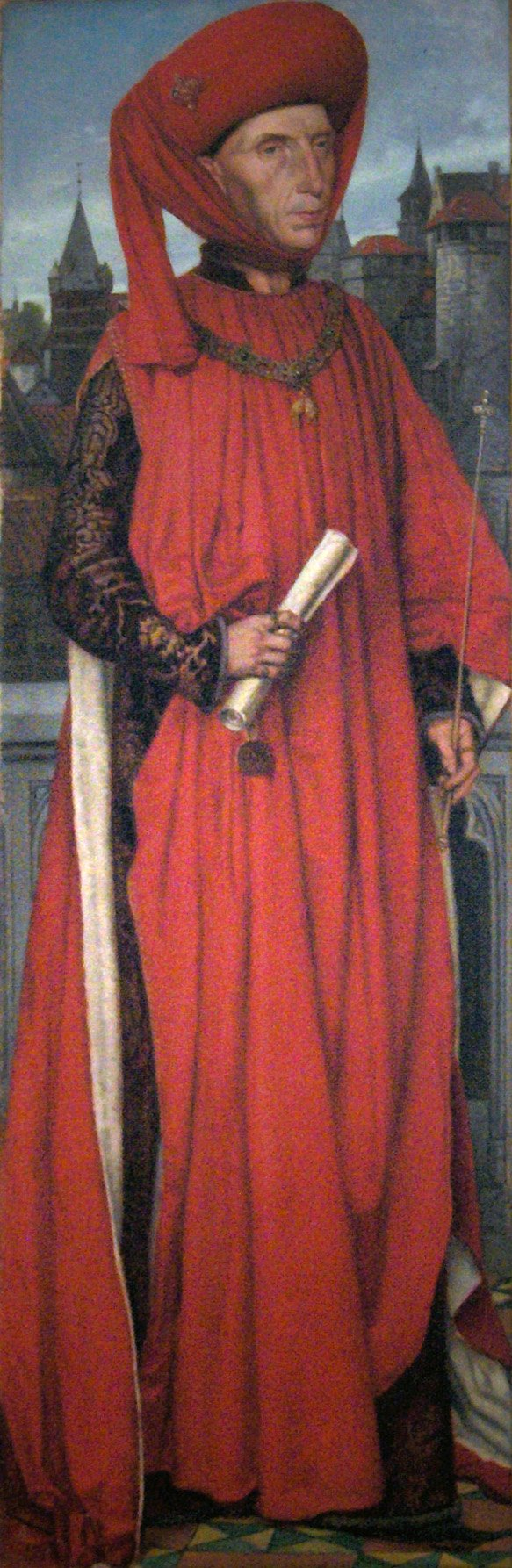
フィリップ3世 (ブルゴーニュ公) (1863)

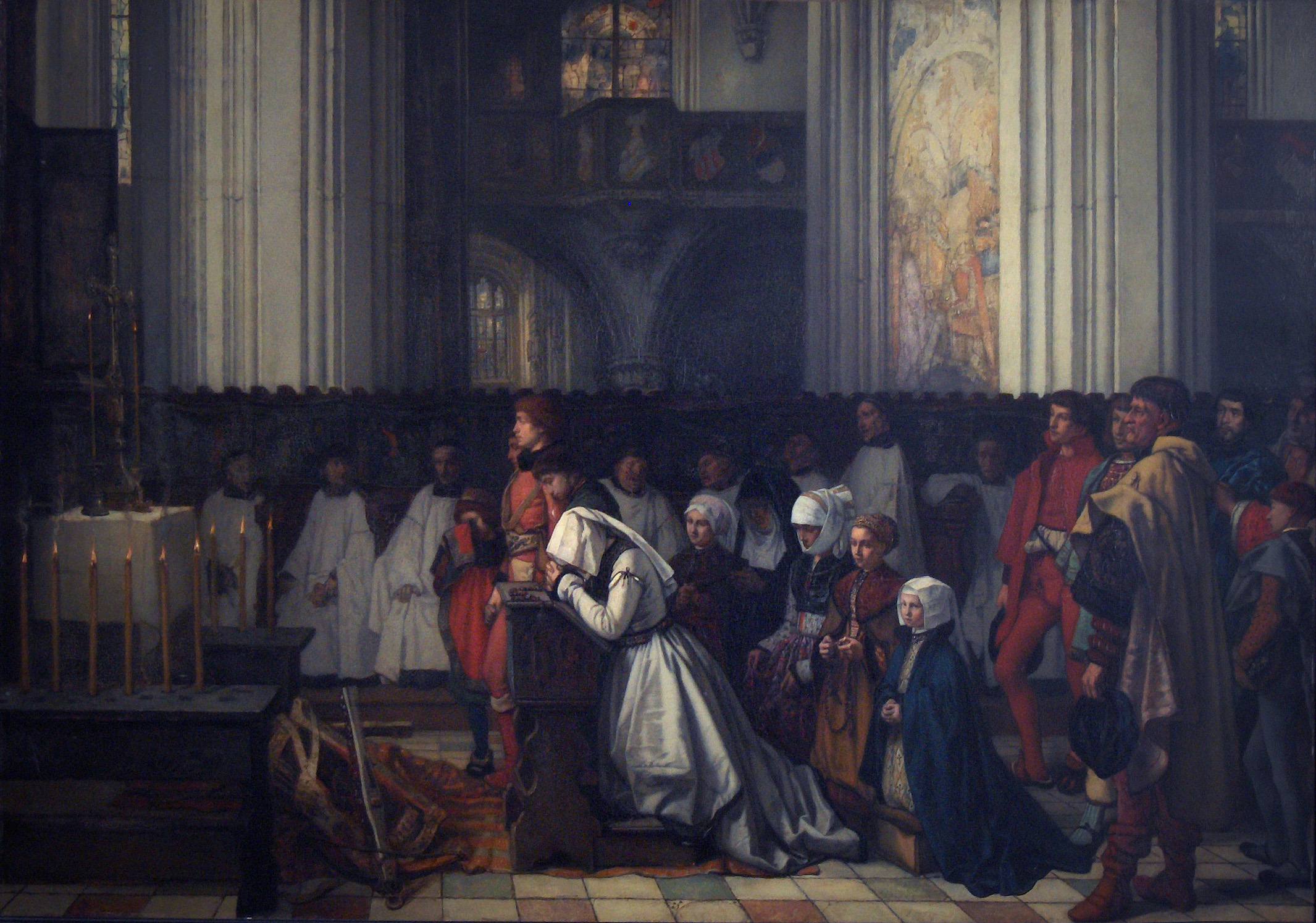
De dertigdagenmis voor Berthal de Haze (1854)
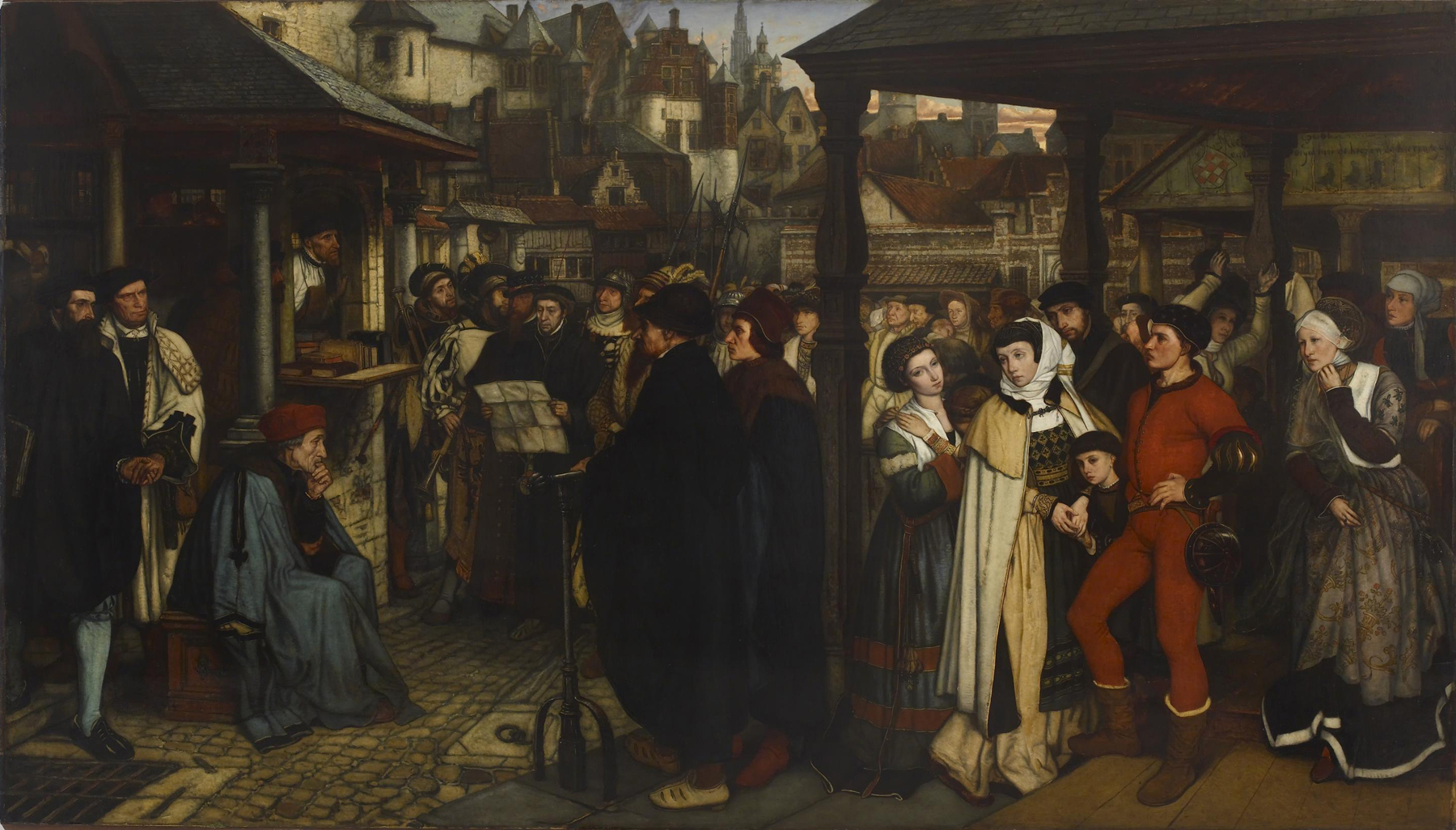
シャルル5世の勅令